# Bernard Lorimy
Pour les articles homonymes, voir Lorimy.
Bernard Lorimy (né à Marseille le 18 décembre 1933 et mort à Paris le 10 février 2010) est un ingénieur en informatique, un consultant et un écrivain français. Il a été président directeur général de l'Agence de l'informatique (ADI) de 1979 à 1982. Il a présidé le conseil d'administration de l’École supérieure d'électricité (Supélec) de 1991 à 1997. Il est l'auteur d'un ouvrage de réflexion, L'Informatique, mode d'emploi, paru en 1985, révélateur des questions et des enjeux de l'ère pré-internet.

## Agence de l'informatique (ADI)
Ingénieur de l'École supérieure d'électricité (1955), diplômé de l'Institut d'études politiques, Bernard Lorimy crée son propre cabinet de conseil en 1988, après avoir été Directeur délégué du groupe Cap Gemini Sogeti pendant cinq ans. En raison de son expérience industrielle antérieure, il avait été nommé en Conseil des ministres, fin 1979, Président directeur général de l'Agence de l'informatique (ADI), établissement public national chargé de la promotion des applications, de la recherche, de la formation et de la veille technologique, en informatique.
Son rôle en tant que premier président de l'ADI est décrit par Alain Beltran et Pascal Griset dans leur livre Histoire d'un pionnier de l'informatique : 40 ans de recherche à l'Inria (EDP sciences, 2007), détaillé dans l'édition du 28 juin 1982 de Computer World. L'ADI représente l'informatique française au 32ème SICOB, en 1981, que François Mitterrand, récemment élu à la présidence de la République, vient visiter : Bernard Lorimy lui présente différents «projets pilotes pour la recherche, l'industrie, l'informatisation des communes». Le journal Libération titre en une de son édition du 26 septembre 1981 : «Informatisons français».
L'informaticien Louis Pouzin raconte par ailleurs qu'au moment du lancement de l'ADI, qui coïncidait avec la fin du projet Cyclades et la transformation de l'IRIA en INRIA, Bernard Lorimy lui a proposé un poste lié à des projets pilotes, qu'il a préféré refuser.

## École supérieure d'électricité (Supélec)
Bernard Lorimy a été Président du conseil d'administration de l’École supérieure d'electricité (1991-1997), école où il s'est toujours beaucoup investi, notamment dans l'Association des Supélec. En 2010, Julien Roitman, président de l'Association des Supélec, écrit dans son éditorial de la revue Flux (n°259) :
«Bernard s'est investi sans relâche au bénéfice de la communauté Supélec dans toutes ses dimensions, son intervention marquant à chaque fois durablement notre manière d'être et d'agir. (...) je considère comme un privilège d'avoir pu le côtoyer, apprendre de sa courtoisie et bénéficier de ses conseils»
Quant à son rôle en tant que Président du Conseil d’Administration de Supélec à partir de 1991, l'Association des Supélec écrit en mars 2010 :
«Dès  cette  prise  de  fonction  il  a  lancé  une  réflexion  sur  le  long  terme, qui  a  abouti  en  1992  au  premier  plan  de  développement  sur  5  ans  de Supélec. Ce  plan  comprenait  en  particulier  le  redéploiement  de  l’École  sur  les  trois  campus, une  réforme  de  la  structure des  études  et  des programmes permettant une internationalisation plus facile (structure en semestre, programmes organisés en unités de valeur, passage au système ECTS), et  une augmentation du nombre d’élèves. L’École fonctionne de nos jours sur ces mêmes principes, et lorsque nous regardons où en est Supélec aujourd’hui, on mesure l’importance des décisions prises, dès 1992, sous l’autorité de Bernard Lorimy».

## L'informatique, mode d'emploi
Bernard Lorimy fait paraître un essai L'Informatique, mode d'emploi en 1985 aux éditions Fayard, présenté à sa publication par J.-M. Dupont, dans le journal Le Monde, comme un "voyage de géographie à travers l'informatique" et comme une réflexion sur les réponses concrètes à apporter face au constat selon lequel «L'informatique est entrée dans les usines et les bureaux, elle pénètre désormais dans les écoles et les foyers».
Certains passages du livre sont cités dans différentes publications universitaires,.

## Articles principaux
- « Informatique et création artistique », à propos de M. Mohr et de I. Xenakis, in Flux n°63, 1972[13]
- « Nous n'avons pas le choix », in Le Monde du 12 juin 1985[14].
- « La recherche d'un nouveau concept d'entreprise intégrée », in Annales des Mines, Avril 1988[15] : cité par Philippe Lorino dans L'Économiste et le Manageur (éd. La Découverte, Paris, 1989)[16]
- « Airbus : le problème classique d'un management fort », in Le Monde du 19 juin 2006[17]